# Karel Holub (puškař)
Karel Holub, německy Karl Holub (29. ledna 1830 Stradonice – 23. března 1903 Steyr, Horní Rakousy), byl český puškař a spolutvůrce rakouské armádní zadovky M1867 Werndl-Holub.

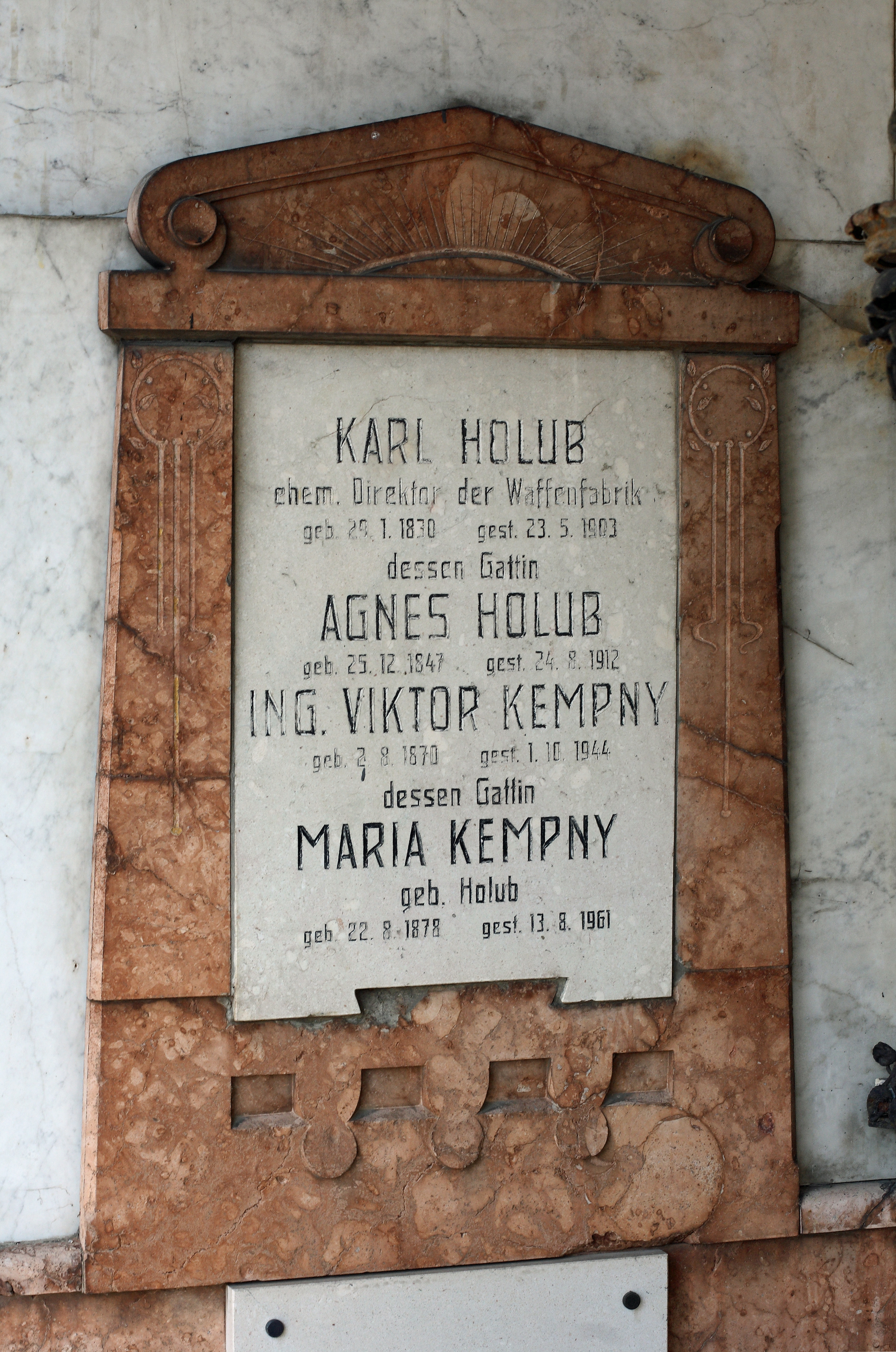
Pomník Karla Holuba na hřbitově ve štýrské čtvrti Tabor

## Život
Po škole se vyučil zámečnickému řemeslu. Během vojenské služby pracoval v puškařské dílně ve vídeňském arzenálu, kde získal cenné zkušenosti. Po odchodu do civilu v roce 1857 začal pracovat ve Werndlově zbrojovce ve Steyru, kde si jeho talentu všiml Josef Werndl a v roce 1861 mu nabídl místo předáka. Společně pak začali vyvíjet novou zadovku.
Roku 1863 navštívil Holub společně s Werndlem několik zbrojovek v USA, kde Holub získal další zkušenosti, zejména v Coltově Colt's Patent Firearms Manufacturing Company v Hartfordu ve státě Connecticut.

### Armádní zadovka M1867 Werndl-Holub
V roce 1866 dokončil Holub práce na novém závěru pro jejich pušku, kterou v listopadu 1866 a v dubnu 1867 s Werndlem přihlásil k patentové ochraně. Tato jednoranná zadovka s blokovým otočným závěrem nesla zpočátku název Werndl-Holub´sches Hinterladungs-Gewehr (Werndl-Holubova zadovka), nicméně do výzbroje rakouskouherské armády byla v červenci 1867 zavedena jako „systém Werndl“, jelikož Werndl odkoupil od Holuba práva na využití jeho patentů. Holubův přínos tak zůstal širší veřejnosti v podstatě utajen. Puška, jejímž byl spolutvůrcem, však slavila v rakouské armádě řadu úspěchů. Ještě během 1. světové války ji používaly druhosledové jednotky a u celní stráže sloužila až do roku 1918.
Počátkem 70. let 19. století Holub konstrukčně zjednodušil závěr a zámek, čímž vznikl model 1873.
V roce 1869 jmenoval Josef Werndl Karla Holuba technickým ředitelem nově vzniklé akciové společnosti Österreichische Waffenfabriks-Gesellschaft (OEWG). Roku 1874 obdržel Holub od císaře Františka Josefa I. rytířský kříž Řádu Františka Josefa.
Roku 1885 se Holub neshodl s Werndlem v otázkách souvisejících s vedením zbrojovky, a proto na svoji funkci v OEWG rezignoval.
Karel Holub zemřel 23. března 1903 v hornorakouském Steyru, kde je také na hřbitově ve štýrské čtvrti Tabor (Taborfriedhof) pochován.